# Poliwios Potamitis
Poliwios Potamitis, gr. Πολύβιος Ποταμίτης − cypryjski bokser, reprezentant Cypru na Mistrzostwach Europy 1989, które odbyły się w Atenach.
Na Mistrzostwach Europy 1989 rywalizował w kategorii lekkiej. W 1/8 finału pokonał go przed czasem Fin Vesa Koskinen.